# Волгоградски тракторен завод
Волгоградският тракторен завод (на руски: Волгоградский тракторный завод, съкратено като ВгТЗ) е бивш съветски и по-късно руски производител на трактори и въоръжение. Компанията, основана през 1930 г., е базирана във Волгоград, Русия и до фалита през 2018 г. също оперира под името OAO Тракторная компания WgTS (на руски ОАО Тракторная компания „ВгТЗ“). През 2003 г. компанията е закупена от концерна Traktornye Zaody.
До 1961 г. заводът се нарича Сталинградски тракторен завод на името на Феликс Едмундович Дзержински, накратко СТС. Дълго време компанията е един от най-големите производители на трактори в Съветския съюз и по-късно в Русия, а също така изнася в много други страни по света. Основно произвежда верижни трактори.

## Фирмена история
През януари 1925 г. Феликс Дзержински предлага създаването на фабрика за трактори на най-високо политическо ниво в Съветския съюз. Строителството започва в Сталинград на 12 юли 1926 г. Това прави завода първият в страната, построен за производство на трактори. В строителството участват и чуждестранни специалисти, включително американският архитект Алберт Кан. По-късно той проектира и Челябинския тракторен завод и Харковския тракторен завод.
На 17 юни 1930 г. първият трактор SChTS-15/30 (известен още като STS-1) слиза от поточната линия. Заводът официално влиза в експлоатация. От 1931 г. в Харков се произвеждат и трактори от този тип. През 1932 г. е достигнат планираният производствен капацитет и заводът е награден с орден „Ленин“. Производството на SChTS-15/30 приключва през май 1937 г. Първите верижни трактори SChTS-NATI слизат от поточната линия през юли и превозното средство получава Голямата награда на Световното изложение в Париж през 1937 г. през същата година.
През март 1940 г. два прототипа на танка Т-34, дошли от Сталинградския тракторен завод, са представени в Московския Кремъл. По-късно заводът започва и серийно производство на танковете. И танковете, и танковите двигатели са произведени по време на Втората световна война. През февруари 1942 г. фабриката е наградена с орден „Червено знаме на труда“.
В края на лятото на 1942 г. Вермахтът започва атака срещу Сталинград. Въпреки че работата във фабриката продължава през първите няколко седмици въпреки боевете в непосредствена близост и обстрела, съоръженията са сериозно повредени от атаки между 29 септември и 4 октомври. След това производството трябва да бъде спряно. Германците започват голяма атака срещу завода на 14 октомври и около 13 000 съветски и 1500 германски войници загиват в последвалата битка за мястото.
След освобождението на Сталинград работата в тракторния завод се възобновява през лятото на 1943 г.; Първо са ремонтирани танкове. От октомври 1943 г. отново се произвеждат дизелови двигатели и производството е установено до 1944 г. През февруари 1945 г. фабриката получава орден „Отечествена война“ първа степен. Производството на трактори е възобновено през май 1944 г. и до април 1945 г. са произведени 1000 машини.
През 1949 г. започва серийното производство на верижен трактор DT-54, който също е построен в Харков и Алтайския тракторен завод. Това е първият заводски трактор с дизелов двигател и първият нов модел след войната. През 1954 г. Сталинградският тракторен завод получава поръчка за проектиране на трактори, подходящи за Антарктика. Машините всъщност са били използвани в експедиция до континента през 1958 г. Първите прототипи на верижния трактор DT-75 са създадени още през 1956 г., който се произвежда серийно от 1963 г.
През 1961 г. Сталинград е преименуван на Волгоград като част от десталинизацията. През същата година името на завода е променено на „Волгоградски тракторный завод“. Съкращението се променя съответно от СТЗ на ВгТЗ (ТЗ за Тракторния завод, Със за Сталинград и Вг за Волгоград). През 60-те години на миналия век на пазара се появяват различни моделни версии на DT-75.
На 14 януари 1970 г. е произведен милионният трактор. За това Волгоградският тракторен завод отново беше награден с Ордена на Ленин. Двумилионният трактор е последван през 1983 г.
По време на разпадането на Съветския съюз държавната фабрика е преобразувана в акционерно дружество през 1992 г. През 90-те години заводът участва във военния сектор с по-нататъшното развитие на въздушния танк BMD и различни други оръжейни системи. През 2003 г. компанията е поета от Агромашхолдинг, който сега работи като Завод за трактори. Оттогава са произведени верижните трактори AGROMASCH-90 (ревизиран DT-75) и AGROMASCH-150.
През 2010 г. компанията изпада във финансови затруднения и трябва да се преструктурира. На 26 ноември 2015 г. производството на трактори е спряно, а през 2018 г. военната част е поета и продължена от държавната компания Ростек. На 28 декември 2018 г. компанията е обявена в несъстоятелност с дългове от почти 71 милиарда рубли. Обширните бивши фабрични сгради са до голяма степен празни и се продават или вече се използват за нови цели, включително като търговски центрове.

## Продукти

### Гражданско производство
- СЧТС-15/30 – първият колесен трактор на завода, произведен от 1930 до 1937 г.
- SChTS-NATI - Първият верижен трактор от Сталинград, произведен от 1937 до 1942 и от 1944 до 1949 г.
- ДТ-54 – Граждански верижен трактор с дизелов двигател , произвеждан от 1949 до 1963 г.

DT-75 – Граждански верижен трактор, в серийно производство от 1963 г.
- AGROMASCH-90 и AGROMASCH-150 – верижни трактори от текущо производство.
- Верижни трактори от серията WT от текущо производство в различни нива на производителност, произведени от 1997 г.

### Военно производство
Следният списък не е изчерпателен. Не всички машини са произведени изключително във Волгоград.
- Т-26 – Лек танк от 30-те години на миналия век
- STS-5 „Сталинец“ – верижно превозно средство, наред с други неща като основа за многократната ракетна установка „Катюша“.
- Т-34 – танк от Втората световна война, масово произвеждан.
- ПТ-76 – съветски плаващ танк от 50-те години на миналия век.
- BMD – Въздушен танк, конструиран в няколко поколения.
- 2S25 Sprut-SD – руски десантен танк на базата на БМД.
- БТР-50 – съветски бронетранспортьор от 1952 г.
- БТР-Д – съветски бронетранспортьор.
- Във Волгоград са построени различни версии на дизеловия двигател W-2 .